# Hongwu

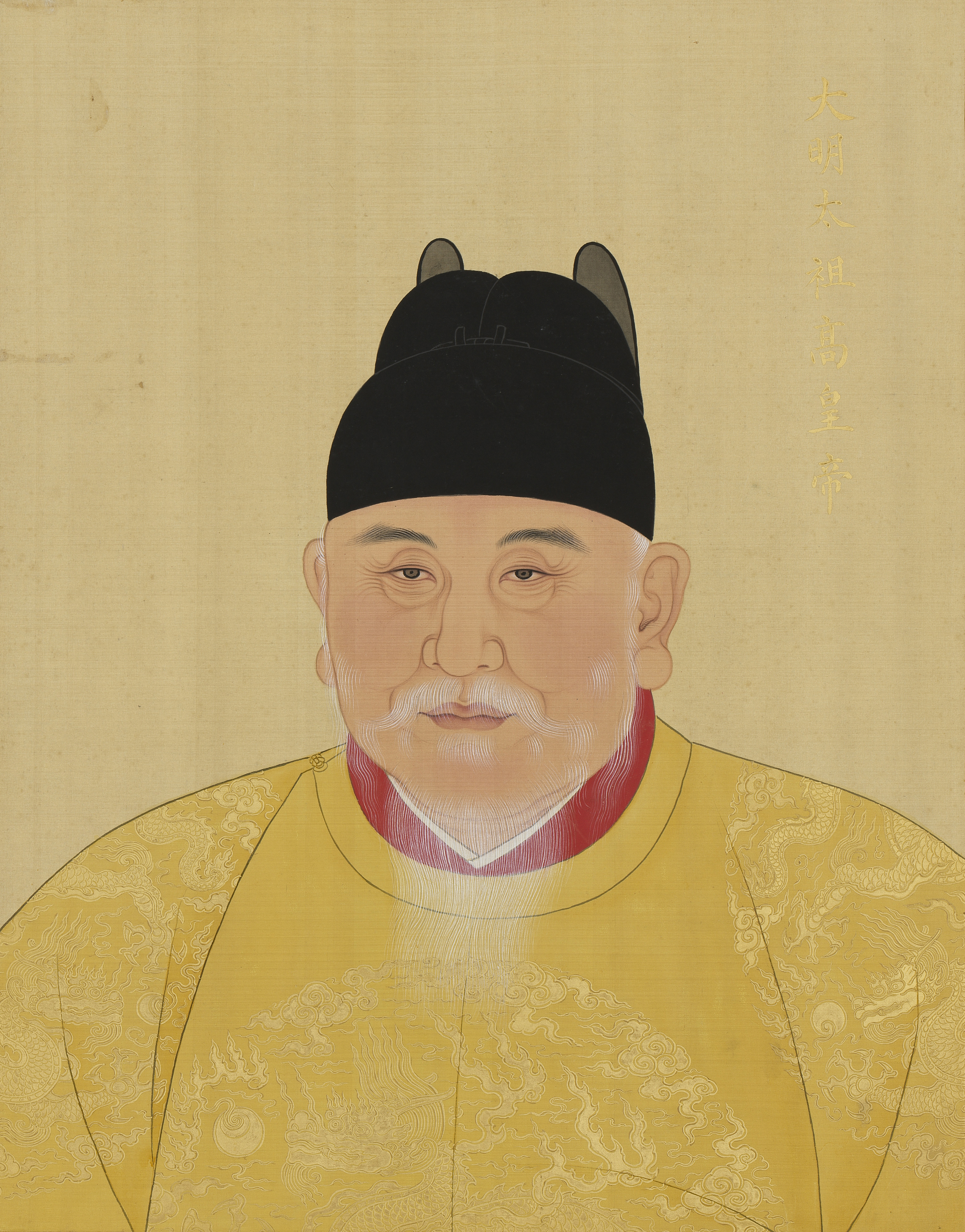
Hongwu

Hóngwǔ 洪武 (Geburtsname 朱元璋 Zhū Yuánzhāng, Tempelname 太祖 Tàizǔ; * 21. September 1328; † 24. Juni 1398) war der Gründer der Ming-Dynastie. Er regierte als Kaiser von 1368 bis 1398 über China.
Zhu Yuanzhang, der spätere Hongwu-Kaiser, kam aus einfachsten bäuerlichen Verhältnissen. Aufgrund starker Ambitionen gelang ihm der schnelle Aufstieg innerhalb der Rebellenbewegung Rote Turbane, schließlich der Sturz der Yuan-Dynastie und damit die Vertreibung des mongolischen Herrscherhauses. Er gründete 1368 nach dem Vorbild des ersten Han-Kaisers Gaozu die Ming-Dynastie und formte die Institutionen des Reiches so, wie sie bis zum Ende der Kaiserzeit Bestand haben sollten. Aufgrund seiner großen Leistungen wird er zu den bedeutendsten Kaisern Chinas gezählt.

## Aufstieg und Kampf um die Macht
Zhu Yuanzhang wurde 1328 als jüngstes von sechs Kindern geboren. Sein Vater Zhu Shichen floh von Nanjing nach Anqing, weil er die dortigen Steuern nicht bezahlen konnte. Sein Großvater war Goldwäscher und der Vater seiner Mutter ein populärer Hexenmeister. 1344 starben die meisten Mitglieder von Zhu Yuanzhangs Familie durch eine Pestepidemie, so dass er sich als Waise gezwungen sah, in ein buddhistisches Kloster einzutreten, um nicht zu verhungern. Hier lernte er Lesen und Schreiben und kam zum ersten Mal mit höherer Bildung in Berührung.
1352 verließ er das Kloster und trat den Roten Turbanen bei, denn überall in China brachen Aufstände aus, und die Macht der Yuan-Khane begann zu schwinden. Mithilfe einer kleinen Gruppe von Freunden gelang ihm der Aufstieg innerhalb der Rebellenarmee, und schnell führte er eine eigene Truppe, mit der er feindliche Garnisonen und Städte angriff. Durch seine Erfolge wurde Rebellenanführer Guo Zixing auf ihn aufmerksam, zu dessen persönlichem Stab Zhu Yuanzhang nun gehörte. Durch die Heirat Zhus mit der Dame Ma, der Adoptivtochter des Guo Zixing, fiel Zhu Yuanzhang immer mehr Bedeutung zu, und er stieg zu einem neuen Kriegsherrn in China auf. Mit seiner eigenen 30.000 Mann starken Armee machte er sich in den Südosten auf und eroberte eine Reihe von Städten entlang des unteren Jangtse. Nach dem Tod seines Schwiegervaters 1355 verfolgte er zusehends eigene Ziele, obwohl er formal den Machtanspruch der Roten Turbane weiter unterstützte. 1356 eroberte er nach mehreren fehlgeschlagenen Versuchen die Großstadt Nanjing und machte sie zu seiner neuen Basis. Bis 1367 hatte er praktisch den gesamten Südosten Chinas erobert, wobei er über eine Armee von etwa 250.000 Mann verfügte. Im gleichen Jahr verweilte das Oberhaupt der Roten Turbane, von den Anhängern der Sekte des Weißen Lotus, auf denen sich die Roten Turbane begründeten, als Vertretung des Buddha Maitreya angesehen, bei ihm als Gast. In seiner Obhut starb der Gast unter ungeklärten Umständen, und unverzüglich nach dessen Tod verkündete Zhu Yuanzhang seinen Anspruch auf den Kaiserthron. Er entsandte seine Armeen nach Norden, um die Mongolenhauptstadt Dadu (das heutige Peking) anzugreifen. Der letzte Mongolenkaiser Toghan Timur floh des Nachts samt kaiserlichem Siegel in die Mongolei, womit die Herrschaft der Yuan endgültig beendet war. Zhu Yuanzhang ließ die Paläste Dadus versiegeln, alle Archive und Sammlungen nach Nanjing bringen, die Mauern schleifen und den Stadtnamen in Beiping (Nördlicher Friede) ändern.

## Gründung einer neuen Dynastie

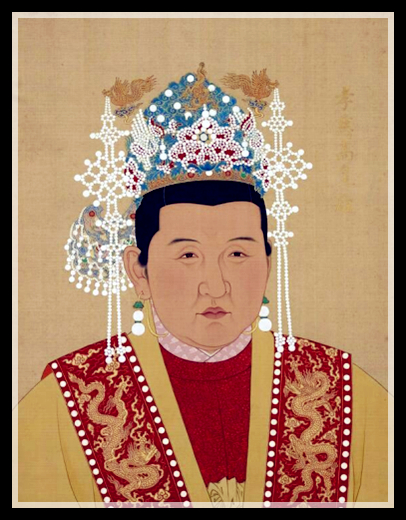
Kaiserin Ma

Am 14. September 1368 proklamierte Zhu als Sieger des Bürgerkriegs die Gründung einer neuen Kaiserdynastie, die er Da Ming 大明 nannte, was die Große Helligkeit bedeutet. Er selbst wählte für sich die Regierungsdevise Hongwu („umfassendes Kriegertum“). Um der konfuzianischen Tradition gegenüber seine Legitimation zu erbringen, löste er sich mehr und mehr von den Roten Turbanen, die seinen Aufstieg ermöglicht hatten.
Hongwu war nicht sicher, ob Nanjing wirklich seine neue Reichshauptstadt sein sollte, denn nie zuvor war das gesamte Reich von so weit im Süden regiert worden. Zunächst ließ er die alte Hauptstadt der Song-Dynastie Kaifeng und die Hauptstadt der Han- und Tang-Dynastie Chang’an (heute Xi’an) auskundschaften, dann legte er sich auf seinen eigenen Geburtsort Fengyang fest, einige hundert Kilometer nordwestlich von Nanjing. Hier wollte er seine neue Residenz, die Mittlere Hauptstadt (Ming Zhongdu), errichten. 1369 begannen die gewaltigen Bauarbeiten. Zuerst ließ er seinen Eltern eigene Kaisermausoleen erbauen und dann großzügige Paläste und weite Stadtmauern errichten. 1375 besichtigte er die fast fertigen Anlagen der Mittleren Hauptstadt zum ersten Mal. Er war erschüttert über die Kosten und den nutzlosen Luxus der Bauten. Er ließ die Arbeiten anhalten, und binnen weniger Jahre verfielen die Anlagen zu Schutthalden. Der Kaiser beabsichtigte, in Nanjing zu bleiben und ließ die Stadt als Kaiserresidenz prächtig ausschmücken. Östlich der Altstadt entstand die Verbotene Stadt von Nanjing, außerdem wurde die gesamte Stadt stark ausgedehnt und mit einer 35 Kilometer langen Mauer umgeben. So wuchs die Südliche Hauptstadt zum Zentrum Chinas heran, mit einer Bevölkerungszahl von etwa einer halben Million Einwohner.

## Strukturen der neuen Regierung
Die neue Ming-Regierung benötigte eine eigene Verwaltungsstruktur. Die einst gut ausgebaute Bürokratie des Kublai Khan war von seinen Nachfolgern vernachlässigt worden und schließlich vollkommen zusammengebrochen. So wollte Hongwu nicht nur an die chinesischen Yuan-Institutionen anknüpfen, sondern auch an die Traditionen der Song-Zeit. Er formte jedoch keine bloße Kopie, sondern eine völlig eigenständige, ganz auf ihn abgestimmte Bürokratie. 1380 ließ er seinen Kanzler Hu Weiyong hinrichten und schaffte den Titel des Kanzlers ab. Damit beendete er eine Ämtertradition, die seit dem Ersten Kaiser ununterbrochen existiert hatte, wenn auch unter ständigem Machtverlust. Er selbst füllte das entstandene Vakuum nach Ende des Kanzleramtes, weshalb die Hongwu-Ära auch als der Beginn des chinesischen Absolutismus betrachtet wird.

### Verwaltungsaufbau
Das GroßsekretariatAuch Neige (Geheimrat) genannt. Eigentlich erst von Kaiser Yongle geschaffen, doch Hongwu legte mit seinem persönlichen Beraterstab den Grundstein für das Neige. Dieses war mit drei bis sechs Großsekretären besetzt, die dem Kaiser bei der Beaufsichtigung und Koordination der Arbeit der sechs Fachministerien an die Hand gingen und damit große Macht innerhalb der Regierung auf sich vereinigten.
Die sechs MinisterienMinisterium für Ernennungen (Personalministerium), Finanzministerium, Ritenministerium, Kriegsministerium, Justizministerium und Ministerium für öffentliche Arbeiten.
Das ZensoratWar mit zwei leitenden Zensoren und einigen Unterzensoren besetzt und umfasste vier untergeordnete Amtsstellen. Es beschäftigte 110 Ermittlungsbeamte, die die Verwaltung im gesamten Reich beobachteten und Fälle von Untüchtigkeit, Rechtsbeugung und Korruption bestrafen sollten. Außerdem waren sie befugt, die höchsten Staatsdiener und selbst den Kaiser für ihre Handlungen zu kritisieren. Zur Zeit von Hongwu hatte das Zensorat noch keine weitreichenden Kompetenzen, erst mit Kaiser Xuande sollte es eine mächtige Behörde werden.
Hongwu schuf ein geradezu autokratisch zentralisiertes System, das der unmittelbaren Machtausübung des Kaisers diente und gut zu ambitionierten und arbeitsamen Herrschern wie Hongwu passte. Problematisch sollte es jedoch bei schwachen und an Politik desinteressierten Kaisern werden. Um die Macht dann nicht an ehrgeizige Eunuchen fallen zu lassen, verbot Hongwu diesen bei Todesstrafe die Einmischung in die Politik. Sogar das Lesen und Schreiben versuchte er ihnen vorzuenthalten, und Banner mit der Aufschrift Eunuchen haben sich nicht für die Angelegenheiten des Staates zu interessieren wurden im Palast als Mahnungen aufgehängt. Nur einer kleinen Gruppe von besonders vertrauenswürdigen Palasteunuchen war es gestattet, das Privatsekretariat des Kaisers zu leiten. Dort waren sie damit beschäftigt, die umfangreichen eingehenden Dokumente zu sichten, dem Kaiser vorzulegen und anschließend zu archivieren. Außerdem führte Hongwu die Sitte der Beamtenprügel ein. Bei Rechtsvergehen wurden die Staatsdiener mit einer Holzlatte geschlagen, bei schweren Übertretungen soll es dadurch sogar Tote gegeben haben. Dies stand im extremen Gegensatz zu der Praxis aller vorherigen Dynastien, Beamte explizit von demütigenden Strafen wie Prügelstrafe zu befreien.

## Herrschaft und Persönlichkeit

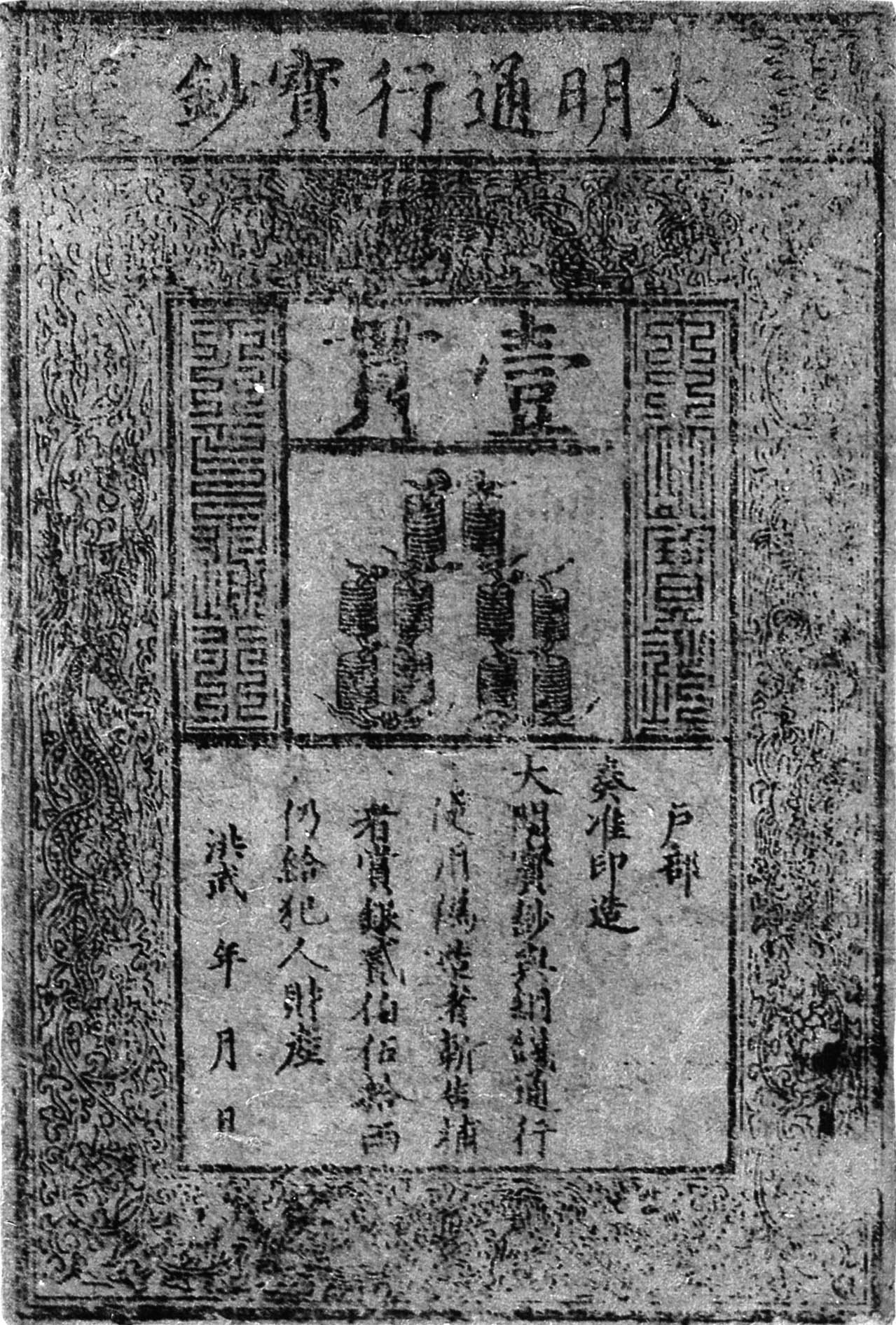
Papiergeld der Hongwu-Ära

Nachdem sich Hongwu zum ersten Kaiser der Ming ernannt und ganz Zentralchina restlos erobert hatte, begann er eine aggressive Außenpolitik. Eine Invasion der Mongolei schlug jedoch fehl, da mongolische Truppen, die bereits die Roten Turbane im Norden Chinas besiegt hatten, den Yuan treu geblieben waren und die Ming-Armee 1372 entscheidend schlugen. Diese Niederlage bewirkte, dass Hongwu ab 1378 eine permanente Verteidigungslinie, militärisch überwacht und verwaltet durch seinen zweiten, dritten und später vierten Sohn als Prinzen von Qin, Jin und Yan, an der nördlichen Grenze errichtete und in seiner außenpolitischen Ausrichtung bis 1385 eine defensive Strategie einschlug. Darauf folgende, reduzierte Expansionsbestrebungen endeten bereits 1393 infolge weiterer Säuberungen in der Regierung. Bis zu seinem Tod im Jahre 1398 behielt Hongwu diese defensive Strategie bei. Lediglich die Machtausweitung auf Gebiete in Übersee war von Anfang an kein Ziel Hongwus. Bereits 1371 verfügte er ein Verbot, überseeische Nationen grundlos anzugreifen und verfasste eine Liste von 15 Nationen, die zukünftige Herrscher der Ming nicht erobern dürften. Diese Liste umfasste als erste vier Korea, Japan und die Großen und Kleinen Ryūkyū-Inseln – alles traditionell China tributpflichtige Nationen. Die fünfte Nation war Annam (das heutige Zentral- und Nordvietnam), welches der Yongle-Kaiser, der vierte Sohn des Hongwu und dritter Kaiser der Ming, trotz des Verbots seines Vaters zu erobern versuchte. Die weiteren Nationen waren Kambodscha, Thailand, Champa (im heutigen Südvietnam), Semudera (an der Nordküste Sumatras), Xiyang (chinesische Bezeichnung für Gebiete am Indischen Ozean), Majapahit (im Zentrum und Osten Javas), Pahan (im heutigen Malaysia), Pajajaran (im Westen Javas), Sanfoqi (im Süden Sumatras) und Brunei.
Seine Innenpolitik stand im Zeichen wirtschaftlichen Wiederaufbaus. Es kam zu unzähligen Bebauungs- und Bewässerungsprojekten, durch die eine halbe bis fünf Millionen Hektar Land pro Jahr erschlossen wurden. Die Einnahmen aus der Getreidesteuer verdreifachten sich innerhalb von sechs Jahren. Man schätzt, dass in 20 Jahren bis zu einer Milliarde Nutzbäume gepflanzt wurden. Die Folge war ein enormes Bevölkerungs- und Wirtschaftswachstum.
Im zunehmenden Alter wurde Kaiser Hongwu immer mehr zu einem Autokraten, der ständig Verschwörungen und Intrigen gegen seine Person fürchtete. Den Säuberungen fielen an die 45.000 Personen zum Opfer. Die schärfsten dieser Aktionen waren gegen seinen Kanzler Hu Weiyong gerichtet. 1380 verhängte er das Todesurteil gegen Hu, nachdem dieser verdächtigt wurde, Parteien innerhalb der Beamtenschaft zu bilden und mit Fremden zu konspirieren, um Hongwu ermorden zu lassen. Obwohl häufig aufgeführt, blieben die genauen Vorwürfe gegen Hu unklar, und bis heute gibt es keinen Weg, über seine Schuld oder Unschuld zu richten. In den 1380ern und 1390ern starben allein in dieser Säuberungsaktion etwa 30.000 Menschen, die entweder als Anhänger Hus oder über das, seit langem in China übliche, Prinzip der Sippenhaft mitverdächtigt wurden. Die erwähnten Säuberungsaktionen ab 1393 forderten weitere 15.000 Opfer. Nach eigenen Worten verspürte Hongwu den Drang, die Welt von unrechten Menschen zu befreien. Er schreibt selbst:

„Des Morgens bestrafe ich einige; am Abend begehen Andere dasselbe Verbrechen. Bestrafe ich diese am Abend, so kommt es am nächsten Morgen zu neuen Übertretungen. Die Leichen der ersten Übeltäter sind noch nicht weggeschafft, da folgen bereits die Nächsten ihrem Pfad. Je härter die Strafe, desto mehr Übertretungen. Tag und Nacht muss ich wachsam bleiben. Aus dieser Lage gibt es keine Hilfe. Verhänge ich milde Strafen, werden diese Personen noch schlimmere Verbrechen begehen. Wie sollen da die Menschen außerhalb der Regierung ein friedliches Leben führen? Was für eine schwierige Situation! Bestrafe ich diese Personen, so hält man mich für einen Tyrannen. Erweise ich ihnen Milde, so verliert das Gesetz seine Wirkung, die Ordnung zerfällt, und das Volk hält mich für einen unfähigen Kaiser.“

Es wird berichtet, dass ein konfuzianischer Gelehrter sehr unzufrieden mit den extremen Maßnahmen seines Kaisers war und in die Hauptstadt ging, um Hongwu über seine Fehler aufzuklären. Als er zur Audienz vorgelassen wurde, brachte er seinen eigenen Sarg mit. Nachdem er den Kaiser heftig kritisiert hatte, legte er sich in den Sarg, sein Todesurteil erwartend. Doch stattdessen war der Herrscher so sehr vom Mut des Mannes beeindruckt, dass er ihn ziehen ließ.
Im Vergleich zu früheren Zeiten wandte sich unter Hongwu der Staat mehr und mehr der Landwirtschaft zu. Der Kaiser verstand wenig von Ökonomie und übernahm von den Konfuzianern den Standpunkt, nach dem der Handel nicht von Wert für die Gesellschaft und hinderlich bei der Erreichung des Status des Edlen, der höchsten geistigen Ebene konfuzianischen Denkens, sei. In typisch konfuzianischer Sichtweise wünschte Hongwu, dass die Landwirtschaft die Quelle allen Reichtums für die Menschen sei. China erfuhr besonders während seiner Regentschaft eine Wiederbelebung ländlichen Lebens. Diesen Trend implementiert bereits seine Herkunft, da er selbst in eine bäuerliche Familie geboren wurde.

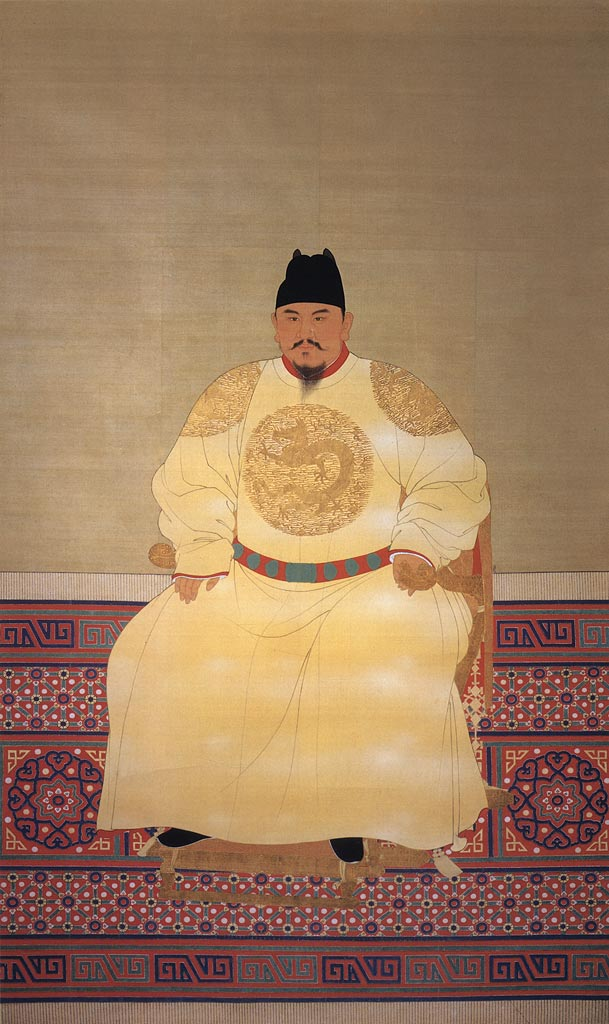
Porträt des Hongwu

Unter Hongwu kam auch wieder der Gebrauch von Papiergeld in Mode, welches von den Song entwickelt und zeitweise besonders erfolgreich von den Yuan angewendet worden war. 1374 wurde das erste Papiergeld der Ming auf den Markt gebracht. Es war nicht gegen Gold, Silber oder andere Tauschmittel einzutauschen. Trotz der Kenntnisse über Erfahrungen der Song und Yuan mit Papiergeld hatte bereits 1450 Silber das nunmehr wertlose Papiergeld ersetzt.
Trotz persönlicher Fehler fällt die historische Bilanz Hongwus positiv aus. Er war ein erfolgreicher Kaiser, der sich ernsthaft mit den Problemen der Menschen beschäftigte und pflichtbewusst arbeitete. Nach 30 Jahren Regentschaft hinterließ er ein sehr reiches Land und hatte 36 Söhne und 16 Töchter in die Welt gesetzt. Seinen Söhnen verschaffte er mächtige Positionen in eigens geschaffenen Fürstentümern entlang der Grenzen. Damit beabsichtigte er die Prinzen von der Hauptstadt und der Regierung fernzuhalten – ein System, das nicht lange Bestand haben sollte, denn spätestens sein Sohn Yongle und sein Urenkel Xuande demontierten die Ming-Prinzen in ihren Privilegien, da sie sie als Machtkonkurrenten und potentielle Rebellen fürchteten.
Die Nachfolge Hongwus war von Streitigkeiten gekennzeichnet. Nach dem frühen Tod seines ältesten Sohnes Zhu Biao ernannte er dessen Sohn, seinen Enkel Zhu Yunwen, zum Kronprinzen. Damit verstieß er jedoch gegen die traditionelle Thronfolge, wonach immer der älteste lebende Sohn eines Kaisers die Nachfolge antreten sollte. Hongwus vierter Sohn Zhu Di akzeptierte diese Entscheidung nicht. Da dessen ältere Brüder, die Prinzen von Qin und Jin, ebenfalls vor ihrem Vater Hongwu verstorben waren, berief sich Zhu Di nach Hongwus Tod auf sein Recht als ältester lebender Sohn des Hongwu und ging 1399 in offene Rebellion gegen seinen Neffen, den neuen Kaiser Jianwen. Nach Zhu Dis Sieg über diesen ernannte er sich 1402 unter der Devise Yongle selbst zum Kaiser. Das Schicksal von Jianwen hingegen ist bis heute unklar.
Als Hongwu schließlich starb, wurde er auf dem Zhongshan bei Nanjing bestattet und ist somit der einzige Ming-Kaiser, der nicht in der Nähe von Peking ruht.

## Kalenderära (Ära Hongwu)
| 洪武Hongwu             | 1. Jahr  | 2. Jahr  | 3. Jahr年 | 4. Jahr  | 5. Jahr  | 6. Jahr  | 7. Jahr  | 8. Jahr  | 9. Jahr  | 10. Jahr |
| ---------------------- | -------- | -------- | --------- | -------- | -------- | -------- | -------- | -------- | -------- | -------- |
| Westliche Zeitrechnung | 1368     | 1369     | 1370      | 1371     | 1372     | 1373     | 1374     | 1375     | 1376     | 1377     |
| 干支Ganzhi             | 戊申     | 己酉     | 庚戌      | 辛亥     | 壬子     | 癸丑     | 甲寅     | 乙卯     | 丙辰     | 丁巳     |
| 洪武Hongwu             | 11. Jahr | 12. Jahr | 13. Jahr  | 14. Jahr | 15. Jahr | 16. Jahr | 17. Jahr | 18. Jahr | 19. Jahr | 20. Jahr |
| Westliche Zeitrechnung | 1378     | 1379     | 1380      | 1381     | 1382     | 1383     | 1384     | 1385     | 1386     | 1387     |
| 干支Ganzhi             | 戊午     | 己未     | 庚申      | 辛酉     | 壬戌     | 癸亥     | 甲子     | 乙丑     | 丙寅     | 丁卯     |
| 洪武Hongwu             | 21. Jahr | 22. Jahr | 23. Jahr  | 24. Jahr | 25. Jahr | 26. Jahr | 27. Jahr | 28. Jahr | 29. Jahr | 30. Jahr |
| Westliche Zeitrechnung | 1388     | 1389     | 1390      | 1391     | 1392     | 1393     | 1394     | 1395     | 1396     | 1397     |
| 干支Ganzhi             | 戊辰     | 己巳     | 庚午      | 辛未     | 壬申     | 癸酉     | 甲戌     | 乙亥     | 丙子     | 丁丑     |
| 洪武Hongwu             | 31. Jahr |          |           |          |          |          |          |          |          |          |
| Westliche Zeitrechnung | 1398     |          |           |          |          |          |          |          |          |          |
| 干支Ganzhi             | 戊寅     |          |           |          |          |          |          |          |          |          |